# El aniversario de Astérix y Obélix. El libro de oro
El aniversario de Astérix y Obélix. El libro de oro es el álbum n.º 34 de la serie de historieta Astérix el Galo, editada por Les Éditions Albert René, obra de Albert Uderzo.

## Argumento
Este álbum festeja el quincuagésimo aniversario de la creación de Astérix por René Goscinny y Albert Uderzo (1959-2009). En él aparecen, aparte de los personajes fijos de la aldea gala, la mayoría de personajes aparecidos en álbumes anteriores, que se reúnen para celebrar tan magno acontecimiento. Así, a través de una serie de historias cortas y gags, se hace un repaso a la trayectoria del personaje, con variadas propuestas de diversos personajes sobre cómo celebrar el evento y qué regalar a los festejados.
El álbum comienza con una curiosa recreación: cómo serían los personajes pasados cincuenta años reales. Así, situados en el año 1 d. C., tanto Astérix y Obélix, como Asurancetúrix, Abraracúrcix -que tiene gota-, Esautomátix -con dentadura postiza-, y Ordenalfabétix -medio sordo-, aparecen envejecidos, con el pelo cano y, algunos de ellos, calvos. Aparece entonces el propio Uderzo, quien se dirige a Astérix y Obélix para comunicarles que les ha dado el aspecto que tendrían realmente con esa edad. Pero Obélix, furioso, le da un puñetazo. Así, aparecen de nuevo los héroes galos con el aspecto de siempre, y comienza la reunión de todos los amigos de Astérix para festejar el aniversario.
Se suceden entonces diversas historietas con propuestas para celebrar el evento: la Señora Edadepiédrix presenta unos diseños de vestidos para Obélix, que hace un pase de modelos, con diversos trajes desde la antigüedad hasta nuestros días -el último, de grafitero-. Astérix aparece en cambio como marsupilami, en honor a André Franquin. A continuación, Obélix recibe una carta de Falbalá, su amor platónico, para lo que debe aprender a leer. Este fragmento fue originariamente publicado como "Obélix: Tan simple como el ABC" en la revista francesa Liré para conmemorar los cuarenta y cinco años de Astérix. Reciben igualmente diversos mensajes, como uno de Numerobis (arquitecto egipcio que apareció en Astérix y Cleopatra), y otro de los piratas Barbarroja, Patapalo y Baba, que hacen una escena donde les dicen que son "los reyes del mundo", obviamente inspirada en la película Titanic.
A continuación, se presenta la Guía de Viajes Coquelus (fabricante de ruedas aparecido en El escudo arverno, oficio por el que se puede deducir que está inspirada en la Guía Michelin), donde se hace un repaso a los múltiples viajes efectuados por los galos a lo largo de sus aventuras. Más adelante, Asurancetúrix quiere organizar un espectáculo musical al estilo de Factor X, mientras que las mujeres del pueblo se reúnen pretendiendo hallar unas esposas para Astérix y Obélix, aunque llegan a la conclusión de que son unos solteros empedernidos. Cabe destacar aquí una viñeta donde aparece un retrato de Falbalá al estilo de la Mona Lisa de Leonardo Da Vinci.
La siguiente propuesta es de Anguloagudus, arquitecto de La residencia de los dioses, que propone construir un parque temático sobre nuestros héroes -en referencia al Parc Astérix. Por otro lado, Sarabernardus, director teatral aparecido en Astérix y el caldero, propone un espectáculo teatral con los irreductibles galos como protagonistas, titulado ¡Están locos, estos romanos! y que estaría protagonizado por Goscinnýrix como Astérix, y por Uderzórix como Obélix. La siguiente propuesta es de Prolix, el estafador de El adivino, que propone la creación de un museo dedicado a los dos aventureros galos; aparecen así una serie de dibujos inspirados en obras de arte famosas: Obélix como El pensador de Rodin; los galos en pie de guerra al estilo de La Libertad guiando al pueblo de Delacroix; el pirata Baba como El grito de Munch; Gudúrix de Astérix y los normandos como El desesperado de Courbet; Astérix compuesto al estilo de Arcimboldo; Cleopatra como la Olympia de Manet; y Julio César como el Napoleón de David.
Aparecen por último Julio César y Cleopatra: esta le pide al dictador romano que haga un regalo a los galos, pero el conquistador de la Galia no quiere recompensar a sus enemigos, y les prepara un ánfora de vino con veneno, pero el ardid es descubierto por Panorámix. En último lugar, figura una gran viñeta donde aparecen todos los personajes dando el aniversario feliz a Astérix y Obélix.

## Otros datos
Este es el último álbum desarrollado por Albert Uderzo antes de su retiro y de ceder el testigo a los dos autores que con posterioridad se han ocupado de la realización de la serie: Didier Conrad y Jean-Yves Ferri.